# Erica Boyer
Erica Boyer, née le 22 décembre 1956 à Andalusia (Alabama) et morte le 31 décembre 2009 à Panama City Beach (Floride), est une actrice porno américaine.

## Biographie
Erica Boyer est la fille de Joseph Breckenridge Gantt un assistant procureur général d'Alabama (voir l'affaire Viola Liuzzo) durant les années 1960. Erica vit dans une famille extrêmement stricte ; avoir des relations sexuelles et même danser avec les garçons lui étaient interdits. Après le lycée, elle fait une brève carrière d'infirmière.
Puis Erica Boyer partit faire du striptease à San Francisco au Mitchell brothers O'Farrell Theater où Marilyn Chambers découvre son super show et l'encourage à jouer dans un film X en 1974.
Elle reste inoubliable pour ses partenaires féminines (Nina Hartley…) dans ses scènes de lesbienne. Elle est surnommée "The Ultimate Goddess of Erotica".
Elle fut mariée à Austin Moore de 1989 à 1991.
Elle est décédée le 31 décembre 2009, à Panama Beach Floride, dans un accident de la circulation à 8h20 du matin.

## Récompenses
- 1985 : XRCO Award for Lascivious Lesbian - Body Girls (avec Robin Everett)
- AVN Hall of Fame
- XRCO Hall of Fame
- CAVR Hall of Fame

## Filmographie sélective
- Barbara la barbare (Barbara the Barbarian) (1987)
- 69 Park Avenue (1985)
- Backdoor Babes (1985)
- Black Throat (1985)
- Dance Fever (1985)
- Enchantress (1985)
- Flesh Fire (1985)
- Gang Bang (1985)
- Ginger on the Rocks (1985)
- Grand Opening (1985)
- Hard to Swallow (1985)
- Holly Does Hollywood (1985)
- Hot Nights at the Blue Note Cafe (1985)
- Loose Ends (1985)
- Loose Ends II (1985)
- Losing Control (1985)
- The Magic Touch (1985)
- Midslumber's Night Dream (1985)
- Night of the Headhunter (1985)
- Once Upon a Madonna (1985)
- Pipe Dreams (1985)
- The Pleasure Party (1985)
- Tailenders (1985)
- White Bunbusters (1985)
- Before She Says 'I Do' (1984)
- Cagney & Stacey (1984)
- Coffee, Tea or Me (1984)
- Every Woman Has a Fantasy (1984)
- For Your Thighs Only (1984)
- Indecent Pleasures (1984)
- Las Vegas Hustle (1984)
- Hyapatia Lee's Let's Get Physical (1984)
- Modeling Studio (1984)
- Nasty Lady (1984)
- Open Up Traci (1984)
- Palomino Heat (1984)
- Rear Action Girls (1984)
- Star 84, the Tina Marie Story (1984)
- Trading Partners (1984)
- Where the Girls Are (1984)
- X Factor (1984)
- Young Girls Do (1984)
- Body Girls (1983)
- Passion for Bondage (1983)
- Working It Out (1983)
- Campus Capers (1982)
- Nothing To Hide (1981)
- Beyond De Sade (1979)
- Never a Tender Moment (1979)